# Lone Ranger
Lone Ranger (no Brasil, O Cavaleiro Solitário; em Portugal, O Mascarilha) é um famoso cowboy mascarado fictício, o personagem é um ex-Texas Ranger, que lutou contra bandidos no Velho Oeste Americano com seu amigo nativo americano, Tonto.
Ele apareceu pela primeira vez em 1933 em um programa de rádio concebido pelo dono da estação de rádio WXYZ (Detroit), George W. Trendle ou por Fran Striker, o roteirista do programa. A série de rádio provou ser um sucesso e gerou uma série de livros (em grande parte escritos por Striker), um programa de televisão igualmente popular que decorreu de 1949 a 1957, histórias em quadrinhos e vários filmes. O personagem-título foi interpretado no programa de rádio de George Seaton, Earle Graser e Brace Beemer. Clayton Moore interpretou o Lone Ranger na televisão, embora durante uma disputa contratual, Moore tenha sido substituído temporariamente por John Hart, que usava um estilo diferente de máscara. No rádio, Tonto foi interpretado por John Todd e Roland Parker, entre outros e na série de televisão, por Jay Silverheels, que era um Mohawk da Reserva Indígena das Seis Nações, em Ontário, Canadá.
A palavra Ranger causou dificuldades de tradução já que o significado original (policial rural do Texas) não fazia sentido em português. No Brasil já foi chamado de Zorro (outro personagem, herói de capa e espada),  Guarda Vingador, Justiceiro Mascarado, Kid Roger e Cavaleiro Mascarado, desde a década de 1980, é chamado de O Cavaleiro Solitário. Seu eterno companheiro é o índio Tonto, cujo nome foi mantido na tradução, mesmo sendo uma palavra pejorativa em português (significa algo como trapalhão ou desajeitado), que não tem nada a ver com o personagem, um valoroso combatente dos fora-da-lei. Em países de língua espanhola, onde há o mesmo problema de tradução, optou-se por mudar o nome do personagem para Toro ou  Ponto.
Além da máscara negra e do companheiro índio, Lone Ranger possuía um belo cavalo branco chamado Silver, famoso pelo grito que o herói dava ao se despedir a galope em direção ao horizonte: "Hi-yo Silver, away!" ("Aiô, Silver", em português). O nome do cavalo de Tonto era Scout (Escoteiro, no Brasil). Nos quadrinhos, Lone Ranger tinha pontaria certeira com ambas as mãos, e sempre usava balas de prata, fundidas em uma mina própria desconhecida, herdada de um velho mentor. Nunca atirava para matar, preferindo desarmar seus oponentes com tiros certeiros em suas pistolas. Apesar da máscara, Lone Ranger nunca era perseguido pelas autoridades. Em algumas aventuras ele era acompanhado pelo sobrinho Daniel Reid (cujo cavalo tinha o nome de Victor), que agia como seu parceiro adolescente.
Por ter sido criado por  George W. Trendle, Lone Ranger seria tio-avô do Besouro Verde. O autor confirmou o parentesco ao chamar de Britt Reid a identidade secreta do Besouro. É o mesmo sobrenome da identidade secreta do Lone Ranger, cujo nome é John Reid.
O personagem foi chamado de ícone duradouro da cultura americana.

## Histórico
Em 1932, George W. Trendle teve a ideia de lançar uma série de rádio infantil sobre um cowboy mascarado, Trendler definiu o herói como um solitário Texas Ranger montado em um cavalo branco, coube ao escritor Fran Striker concluir de acordo com os conceitos de Trendler, Striker adicionou as balas de prata e o companheiro índio chamado Tonto. Para o primeiro episódio, Striker se baseou em um roteiro de uma outra série sua chamada Covered Wagon Days. A primeira transmissão de "Lone Ranger" ocorreu em 30 de janeiro  ou 31 de janeiro de 1933, na rádio WXYZ de Detroit, Michigan. 

## Biografia
The Lone Ranger foi chamado assim porque o personagem é o único sobrevivente de um grupo de seis Texas Rangers, e não porque ele trabalha sozinho uma vez que geralmente tem a companhia de Tonto. Embora os detalhes sejam diferentes, a história básica da origem do Lone Ranger é o mesmo na maioria das versões da franquia. Os seis Texas Rangers perseguiam um bando de bandidos liderados por Bartholomew "Butch" Cavendish é traído por um guia civil de nome Collins e é emboscado em um cânion chamado Bryant Gap. Entre os Rangers mortos estavam o irmão mais velho do sobrevivente, Daniel Reid, que era capitão do Texas Rangers e o líder do grupo emboscado. Para esconder sua identidade e honrar seu irmão caído, Reid usa uma máscara preta do material do colete de seu irmão.
Tonto, um provável apache, era seu amigo de infância. Os dois se reencontram na idade adulta, quando Tonto salva Reid de índios renegados ao reconhecer um anel que ele dera ao seu amigo na infância. Essa versão também foi alterada. Reid resolve usar a máscara para se vingar de criminosos que assassinaram seu irmão e outros companheiros Rangers, para que os vilões continuassem a pensar que ele havia morrido. Fred Foy foi o narrador do seriado entre 1948 a 1957. A última transmissão de rádio do Lone Ranger com episódios inéditos foi em 3 de setembro de 1954.

## Possíveis inspirações

### John R. Hughes
O personagem foi originalmente acreditado para ser inspirado pelo capitão do Texas Ranger John R. Hughes, a quem o livro  The Lone Star Ranger (1915) de Zane Grey foi dedicado em 1915. John R Hughes nasceu em 11 de fevereiro de 1855 no condado de Henry, Illinois. Aos 14 anos, ele fez seu caminho para o Território Indígena e viveu entre os Choctaw, Osage e Comanche. Em 1886, aos 31 anos, Hughes matou vários homens por roubarem os cavalos seus e de um vizinho e, por vários meses, perseguiu aqueles que não matou. Isso marcaria sua primeira participação ativa em atividades semelhantes a recompensas. Não muito depois disso, em 1887, Hughes ajudou o Texas Ranger Ira Aten a rastrear e matar um assassino fugitivo. Um mês depois, ele foi persuadido a se juntar às fileiras dos Texas Rangers e servir ao longo da fronteira sudoeste do Texas e, aos 38 anos, Hughes tornou-se capitão da Company D. Frontier Battalion. Ele se aposentou em 1915, após servir 28 anos como Ranger. Ele acabou cometendo suicídio aos 92 anos em 3 de junho de 1947 e foi enterrado em Austin, Texas.
Muitos poderiam relacionar John Hughes como sendo o Lone Ranger devido à sua carreira como um Ranger real. Ele aprendeu as línguas das tribos nativas americanas com as quais viveu por algum tempo, o que poderia torná-lo um Ranger mais competente ao viajar por territórios familiares para rastrear criminosos e dar-lhe a capacidade de se comunicar com outros povos nativos. Ele capturou e matou muitos criminosos sem nunca ter se ferido em seus 28 anos como Ranger.

### Bass Reeves
Uma possível inspiração histórica foi Bass Reeves, o primeiro delegado negro do Serviço de Delegados dos Estados Unidos a oeste do rio Mississippi. Reeves nasceu como escravo no condado de Grayson, Texas, em 1838. Levado por seu proprietário, George Reeves, para se juntar à Guerra Civil. Os detalhes de sua fuga não são claros. Alguns relatos afirmam que ele espancou brutalmente George Reeves durante sua fuga. Bass Reeves passou o resto da guerra no Território Indígena, no que se tornaria Oklahoma.
Após a Guerra Civil, Reeves foi nomeado delegado no Território Indiano. Isso era incomum para libertos, especialmente no Sul devido às leis de Jim Crow da Era da Reconstrução. Apesar disso, Reeves trabalhou como marechal por 32 anos antes de aceitar um emprego no Departamento de Polícia de Muskogee em 1907. Isso não durou muito, no entanto, porque Reeves foi diagnosticado com a doença de Bright, que acabou tirando sua vida em 1910. Bass Reeves está enterrado no cemitério da Union Agency em Muskogee, Oklahoma.
A especulação da inspiração de Reeves para o Lone Ranger originou-se em uma biografia de Reeves de 2006 pelo historiador Art T. Burton em Black Gun, Silver Star. Burton escreveu: "Bass Reeves é a pessoa real mais próxima de se parecer com o Lone Ranger." Burton documenta que a carreira de Reeves como um homem da lei era amplamente conhecida e celebrada em sua época e cita muitas semelhanças entre Reeves e o Lone Ranger. Entre eles estavam: usar disfarces, ter um parceiro nativo americano, cavalgar um cavalo branco ou cinza, distribuir lembranças de prata e possuir lendárias habilidades de pontaria e equitação. Essa teoria é contestada por uma série de razões. Entre eles estava a prática comum dos delegados, trabalhando em territórios indígenas, de ter assistentes indígenas. Outra prática comum naquela época era usar dólares de prata como pagamentos ou tributos. Os críticos da teoria de Bass também apontam que era comum para escritores de ficção pulp retratar heróis como indivíduos mascarados. Outras inspirações teriam sido Zorro e Robin Hood. O seriado western The Masked Rider lançado em maio de 1919, apresentava um cowboy mexicano usando máscara e roupa preta.

## No Brasil
Em 1938, as tiras diárias do herói, escritas pelo próprio criador, Fran Striker, estreiam na revista "O Globo Juvenil" de jornal O Globo de Roberto Marinho, com o título de "Zorro". No ano seguinte, o primeiro seriado, The Lone Ranger (1938), recebeu o nome de "Guarda Vingador". Em 1940, o seriado The Lone Ranger Rides Again recebeu o título de A Volta do Cavaleiro Solitário. Além de "O Globo Juvenil", suas tiras foram publicadas em outras revistas do O Globo: O Gibi Tri-Semanal e da Rio Gráfica Editora, editora fundada por Roberto Marinho: "Almanaque de O Globo Juvenil", "Novo Gibi" e "Novo Globo Juvenil" e na revista "O Guri" do Diários Associados.
Em 1954, a EBAL lançou uma revista com o título de Zorro. A essa altura, a série de TV (1949-1957) estrelada por Clayton Moore também era chamada de Zorro. Inicialmente, foi chamada de "As Aventuras de Lone Ranger", porém, esse título acabou sendo abandonado. O nome pode ter sido mantido por uma série de coincidências envolvendo produções da Republic Pictures: Robert Livingston que interpretou Don Loring/The Eagle, um herói californiano parecido com Zorro no seriado The Vigilantes Are Coming (1936), também interpretou Don Diego/Zorro no filme The Bold Caballero (1936), e o Lone Ranger em The Lone Ranger Rides Again (1939),  em Zorro's Fighting Legion, também lançado em 1939, a história do Zorro é transformada em um faroeste, o herói tem um cavalo branco igual ao do Lone Ranger.  Zorro também apareceria com um cavalo branco chamado Fantasma na série de TV da Disney de 1957 e no desenho japonês Kaiketsu Zorro de 1996, aparece com um cavalo branco chamado Viento.
Assim como aconteceu com o Zorro, a EBAL chegou a encomendar histórias por artistas locais, na década de 1970, como Milton Sardella, que desenhou o cowboy Cavaleiro Negro da Marvel Comics para a Rio Gráfica Editora. o Floriano Hermeto de Almeida Filho, um dos responsáveis pelas histórias do super-herói Judoka, chegou a produzir duas páginas de uma história do cowboy, que permaneceram inéditas até novembro de 2018, quando foram publicadas no livro "O Judoka por FHAF", publicado pela Avec Editora, apos uma campanha de financiamento coletivo no site Catarse.
Clayton Moore, o Lone Ranger da série de TV, interpretou um descendente de Don Diego que assume o manto do Zorro no seriado de faroeste Ghost of Zorro (1949). O estúdio também produziu Zorro Rides Again (1937) e Son of Zorro (1947), outros dois seriados de faroeste sobre descendentes do Zorro original, o primeiro na década de 1930 e o segundo após a Guerra de Secessão .
O seriado Zorro's Black Whip de 1944 foi estrelado por uma mulher, a The Black Whip interpretada por Linda Stirling e, apesar de levar o nome de Zorro no título, o personagem Zorro não aparece em nenhum momento no seriado e nem ao menos é citado. Os seriados Don Daredevil Rides Again, de 1951, e Man with the Steel Whip de 1954, traziam dois heróis mascarados: Don Daredevil e El Latigo e utilizaram cenas de arquivo de Zorro's Black Whip .
O personagem inspirou dois programas de rádio no país: O Vingador, criado em 1943 por Péricles do Amaral para a Rádio Farroupilha e Juvêncio, o justiceiro do sertão, criado nos anos 60 para a Rádio Piratininga, ambos também foram adaptados para as histórias em quadrinhos.
Em 1970, o herói aparece ao lado de outros personagens publicados pela EBAL, como Superman e Flash Gordon em Chamada Geral - Epopeia, revista especial em comemoração aos 25 anos da editora. A história foi escrita por Pedro Anísio e ilustrada por Eugênio Colonnese. Em 1971, foi publicado no suplemento Super Plá.
Lone Ranger também foi chamado de "Justiceiro Mascarado", "Kid Roger" e "Cavaleiro Mascarado", até que na década de 1980, foi exibida nos programas "Balão Mágico" e "Xou da Xuxa" a série animada produzida pela Filmation, com o nome do herói voltando para "O Cavaleiro Solitário", ocasião em que, ironicamente, dividia um bloco com o Zorro.
No filme Buena Sorte de 1997, um western brasileiro, o ator Caio Junqueira veste uma roupa idêntica a do Lone Ranger.
Em 2005, a Rede Globo exibiu a telenovela "Bang Bang" de Mario Prata. Nela, o cantor e ator Sidney Magal interpreta "Zorroh", um herói aposentado que é um misto de Zorro com Lone Ranger. É um espadachim tal qual Zorro, mas teve como parceiro o índio Tonto, interpretado por Eliezer Motta.
Em 2013, a Walt Disney Pictures lançou a mais recente adaptação cinematográfica do herói e o título escolhido no Brasil foi "O Cavaleiro Solitário".
Tanto no Brasil, como em centenas de outros países, a primeira e segunda temporada do seriado de TV "The Lone Ranger" protagonizado por Clayton Moore entrou em domínio público em janeiro de 2.021. E, em dezenas de outros, o seriado já está inteiramente em domínio público.

## Em Portugal
No país europeu, também foi chamado de vários nomes como Bronco Bustin, Máscara Negra, Zorro (por conta da importação das revistas da EBAL) e O Mascarilha, nome utilizado até os dias atuais.

## Filmes
- Em 1938, a Republic Pictures produziu o primeiro seriado com o personagem, The Lone Ranger (no Brasil, “O Guarda Vingador”), em 15 capítulos, sob direção de William Witney e John English. Estrelado por Lee Powell, apresentava o Chefe Thundercloud como o índio Tonto. O seriado tinha um mistério, pois questionava quem seria o Lone Ranger entre os 5 Texas Rangers que o protagonizavam, interpretados por George Lentz (George Montgomery), Lane Chandler, Hal Taliaferro, Herman Brix (Bruce Bennett) e Lee Powell, que se revelaria, no final, como o Lone Ranger.[45]
- Em 1939, foi realizada uma continuação, o seriado The Lone Ranger Rides Again (no Brasil, “A Volta do Cavaleiro Solitário”), com Robert Livingston no papel de Lone Ranger, ao lado do mesmo Chefe Thundercloud como Tonto, Duncan Renaldo e Jinx Falken.
- Em 1940, o primeiro seriado, The Lone Ranger, foi relançado em nova edição, reduzido como longa-metragem de 69 minutos, sob o título Hi-Yo Silver
- Aproveitando o sucesso da série de TV, a Eastmancolor Western lançou dois longa-metragens com os atores da série, Clayton Moore e Jay Silverheels: The Lone Ranger (no Brasil “O Justiceiro Mascarado”), em 1956, sob direção de Stuart Heisler, e The Lone Ranger and the Lost City of Gold (no Brasil, “Zorro e o Ouro do Cacique” ou “Zorro e a Cidade de Ouro Perdida”)[46] em 1958, sob direção de Lesley Selander.[47]
- Em 1981 foi lançado o filme The Legend of the Lone Ranger, considerado um fracasso.[48]
- Em 2003 a Warner Brothers lançou um telefilme de duas horas, um piloto de uma provável série. O filme, porém, não empolgava, e o projeto foi cancelado.[49]
- Uma nova versão chegou aos cinemas em 2013, intitulada simplesmente The Lone Ranger, com Armie Hammer no papel principal e Johnny Depp como seu parceiro Tonto. A direção é de Gore Verbinski.[50]

## Televisão
- Quando foi aventada a possibilidade de fazer The Lone Ranger para a televisão, Brace Beemer, que o interpretara no rádio, quis o papel, mas foi escolhido Clayton Moore, temporariamente substituído por John Hart (1952-1954), para os 166 episódios da série.[47][51] Quem interpretava Tonto era Jay Silverheels. A série foi produzida de 1949 a 1957.
- Em 1961 a CBS lançou um piloto para outra série de TV, chamado Return of the Lone Ranger, estrelado por Tex Hill.[52]

## Animação

### Década de 1930
No final da década de 1930, Roy Meredith produziu o primeiro filme de animação baseado em Lone Ranger, neste filme mudo, Lone Ranger e Tonto capturaram um bando de ladrões de gado e salvam a vida do fazendeiro.

#### Format Films, série animada de 1966 a 1968
Uma série animada de The Lone Ranger foi exibida de 1966 a 1968 na CBS. Foi produzida por Herbert Klynn e Jules Engel da Format Films, Hollywood, e animação pelo estúdio  Halas and Batchelor Cartoon Film de Londres. A série teve trinta episódios; No entanto, estes foram divididos em três curtas separados, com um segmento intermédio com aventuras solo Tonto, de modo que foram, na verdade 90 episódios no total. O último episódio foi ao ar em 09 de março de 1968.
Essas aventuras de Lone Ranger eram muito parecidas com as de outra série exibida pela CBS, The Wild Wild West, uma série do gênero Weird west, que tinha elementos de ficção científica e faroeste. O maior inimigo de o Lone Ranger na série animada era um anão, similar ao maior inimigo de James T. Oeste, Dr. Miguelito Loveless, seu nome era Tiny Tom, e foi dublado por Dick Beals. Este desenho animado foi creditado como sendo uma produção Jack Wrather.
A voz de The Lone Ranger foi fornecido por Michael Rye, que interpretou Jack Armstrong: The All-American Boy no rádio. Shepard Menken dublou Tonto. O narrador da abertura era Marvin Miller. Outras vozes "convidados" foram fornecidos por Paul Winchell, Agnes Moorehead e Hans Conried.

## The Tarzan/Lone Ranger Adventure Hour, início da década de 1980
The Lone Ranger foi destaque, junto com o verdadeiro Zorro e Tarzan, em uma série de curtas no início da década de 1980, produzida pela Filmation. Estes episódios tinham William Conrad como a voz do mascarado, embora ele tenha sido listado nos créditos como "J. Darnoc" (Conrad soletrado ao contrário). Esta série teve um tom mais realista, com  muitos contextos históricos para incluir elementos educativos nas histórias, embora houvesse vários episódios que tiveram elementos de de ficção científica (muito parecido com os desenhos anteriores da década de 1960). Foram 14 episódios, combinando duas aventuras em cada episódio, para um total de 28 histórias. Embora Conrad tenha sido o  principal dublador em destaque, outros dubladores na série participaram da séria, sem serem créditados: Lou Scheimer, Frank Welker, e Michael Bell.

## Jogo de cartas
Em 1971, teve um jogo de cartas lançado pela Mattel, o jogo trazia uma página em quadrinhos ilustrada pelo quadrinista Jack Kirby.

### The Lone Ranger: The Lost Episodes, 2001
Em 2001, a GoodTimes Home Video lançou para o mercado de home video: The Lone Ranger: The Lost Episodes. Junto com clipes do primeiro seriado da década de 1930, os trailers de participações do herói após a série TV, comerciais com Moore, e às vezes com Silverheels, dois episódios completos da série de TV, o curta de animação do final dos anos 1930. Este curta foi produzido pela Pathegrams em filme de 16mm e vendida para o home video e bibliotecas, que mostrou muitas vezes desenhoss como um prelúdio para filmes infantis, . A animação era muda, como a maioria dos filmes produzidos naquela época, e teve de diálogo escrito em cartazes, tal qual os dos filmes mudos. O DVD também tem o documentário de aproximadamente oito minutos, "The Lone Ranger and the Peace Patrol". Apresentado e narrado por Clayton Moore, que gira em torno de compra de selos de poupança dos EUA, infantil do Savings Bonds. O foco principal é fazer com que as crianças para investir em selos. O segmento narrado termina com as cerimônias de posse sobre as terras do Memorial Washington perante uma multidão de milhares de crianças e seus pais.

## Literatura
Romances
O primeiro romance baseado em Lone Ranger foi lançado em 1936, e, eventualmente, 18 volumes foram publicados, conforme listado abaixo. O primeiro livro foi escrito por Gaylord Du Bois (que também roteirizou quadrinhos do herói para a Dell), mas os outros foram escritos pelo principal desenvolvedor do personagem, Fran Striker. Striker também re-editou e reescreveu partes de edições posteriores do primeiro romance. Publicados pela primeira vez entre 1936 e 1956 pela Grosset & Dunlap, essas histórias foram republicadas em 1978 pela Pinnacle Books. Em 2012, a Moonstone Books publicou o romance The Lone Ranger: Vendetta, escrito por Howard Hopkins e a antologia The Lone Ranger Chronicles, que apresenta crossovers com personagens fictícios e reais do faroeste como Cisco Kid, Wyatt Earp e Doc Holliday.
- The Lone Ranger (1936)
- The Lone Ranger and the Mystery Ranch (1938)
- The Lone Ranger and the Gold Robbery (1939)
- The Lone Ranger and the Outlaw Stronghold (1939)
- The Lone Ranger and Tonto (1940)
- The Lone Ranger Rides (1941)
- The Lone Ranger at the Haunted Gulch (1941)
- The Lone Ranger Traps the Smugglers (1941)
- The Lone Ranger Rides Again (1943)
- The Lone Ranger Rides North (1943)
- The Lone Ranger and the Silver Bullet (1948)
- The Lone Ranger on Powderhorn Trail (1949)
- The Lone Ranger in Wild Horse Canyon (1950)
- The Lone Ranger West of Maverick Pass (1951)
- The Lone Ranger on Gunsight Mesa (1952)
- The Lone Ranger and the Bitter Spring Feud (1953)
- The Lone Ranger and the Code of the West (1954)
- The Lone Ranger and Trouble on the Santa Fe (1955)
- The Lone Ranger on Red Butte Trail (1956)
- The Lone Ranger: Vendetta (2012), ISBN 978-1936814152

Antologias
- The Lone Ranger and Tonto Fistfight in Heaven, coleção de contos de Sherman Alexie,  Perennial ISBN 978-0-06-097624-8
- The Lone Ranger Chronicles, antologia editada por  Matthew Baugh Starr 2012 Moonstone Books ISBN 9781936814237

The Lone Ranger Magazine
Entre abril e novembro de 1937, teve revista pulp chamada The Lone Ranger Magazine, publicada pela Trojan Publishing, todas as histórias foram escritas pelo próprio Fran Striker.
- The Phantom Rider (abril de 1937)
- The Masked Rider's Justice (maio de 1937)
- Killer Round-Up (junho de 1937)
- Valley of Shadows (julho de 1937)
- The Cave of Terror (agosto de 1937)
- Heritage of the Plains (setembro de 1937)
- Lone Star Renegade (outubro de 1937)
- Death's Head Vengeance (novembro de 1937)

Big Little Books
O personagem estrelou treze Big Little Books entre 1935 e 1950.
- The Lone Ranger and his Horse Silver (1935)
- The Lone Ranger and the Vanishing Herd (1936)
- The Lone Ranger and the Secret Killer (1937)
- The Lone Ranger and the Menace of Murder Valley (1938)
- The Lone Ranger and the Lost Valley (1938)
- The Lone Ranger and Dead Men's Mine (1939)
- The Lone Ranger and the Black Shirt Highwayman (1939)
- The Lone Ranger and the Red Renegades (1939)
- The Lone Ranger Follows Through (1941)
- The Lone Ranger and the Secret Weapon (1943)
- The Lone Ranger on the Barbary Coast (1944)
- The Lone Ranger and the Silver Bullets (1946)
- The Lone Ranger and the Secret of Somber Cavern (1950)

Little Golden Books
Teve três livros infantis da coleção Little Golden Books da Simon and Schuster.
- The Lone Ranger (1956)
- The Lone Ranger and Tonto (1957)
- The Lone Ranger and the Talking Pony (1958)

## História em quadrinhos
Alguns anos após a transmissão radiofônica de Lone Ranger, foi distribuído como tira de jornal pelo King Features Syndicate, órgão norte americano distribuidor de quadrinhos para os jornais, de 1938 a 1971. Inicialmente desenhado por Ed Kressy, foi substituído em 1939 por Charles Flanders (conhecido por suas ilustrações do Agente Secreto X-9, quando Alex Raymond parou de fazê-las e Rei da Polícia Montada), que se manteve até o final. Em 1940, as tiras foram republicadas na revista Feature Book #21 da David McKay Publications, a editora publicou em outras revistas até 1950.

Em 1945, a Western Publishing, com a sua parceira de publicação Dell Comics, republicou as tiras na antologia Four Color, em 1948, lançou uma revista em quadrinhos, que teve 145 edições, com reproduções das tiras dos jornais, no entanto, novas histórias pelo roteirista Paul S. Newman e pelo desenhista Tom Gill a partir da edição 38 (Agosto de 1951), embora algumas história inéditas já aparecem desde a edição #7 (janeiro de 1949), elas não tinha relação com o Lone Ranger. Newman e Gill produziram a série até sua edição final de número 145 (julho de 1962). Tonto teve um título próprio em 1951, que chegou a ser ilustrado pelo italiano Alberto Giolitti e  que durou 31 edições. A popularidade do herói era tanta, que até o seu cavalo silver, teve revista,  The "Lone Ranger's Famous Horse Hi-Yo Silver", lançada em 1952, a publicação durou 34 edições ; o roteirista  Gaylord DuBois escreveu e desenvolveu Silver como um herói por seus próprios méritos, na série, o roteirista criou o índio apache Keenay, como complemento da revista do Lone Ranger, foram publicadas histórias do índio Young Hawk, também escritas por DuBois. Além disso, a Dell também publicou três grandes anuários de Lone Ranger, bem como uma adaptação do filme de 1956 e uma revista solo de Tonto: Lone Ranger's Companion Tonto, que teve 33 edições (a primeira edição era a edição 321 da revista Four Color).
A série Dell chegou ao fim em 1962, naquele mesmo ano, a Western Publishing encerrou sua parceria com a Dell Comics e lançou seu próprio selo de quadrinhos, chamado Gold Key Comics. A nova marca lançou uma nova revista de Lone Ranger em 1964, inicialmente, o material republicação de histórias da Dell, a partir da edição 22 (1975), passou a ter material inédito, a revista foi cancelada na edição 28 (1977).
Em 1981, houve outra tira escrita por Cary Bates e desenhada por Russ Heath, que durou até 1984.
Em 1994, a Topps Comics produziu uma minissérie em quatro edições, The Lone Ranger and Tonto, escrita por Joe R. Lansdale e desenhada por Timothy Truman.  Uma das principais mudanças desta série foi a caracterização de Tonto, que agora foi mostrado como um personagem muito inteligente, franco e sarcástico, mesmo dispostos a socar o Lone Ranger, durante uma discussão acalorada, e comentando sobre suas últimas representações da cultura pop com as palavras: "É claro, quimo sabe. Talvez eu for falar, deveria diz "mim Tonto" como fazem nos romances baratos, você adoraria isso, não é?".
A primeira edição de uma nova série de Lone Ranger pela Dynamite Entertainment, escrita por Brett Matthews e ilustrada pelo brasileiro Sergio Cariello foi publicada em 6 de setembro de 2006, e começou como uma minissérie de seis edições, mas devido ao seu sucesso, tornou-se uma série contínua pela mesma equipe. Em 15 de setembro de 2006, a Dynamite Entertainment anunciou que The Lone Ranger # 1 tinha vendido muito para primeira impressão. Uma segunda edição da primeiro edição foi anunciada; Fato até então inédito na editora. A série recebeu uma indicação ao Eisner Awards para melhor nova série em 2007 a revista True West concedido a publicação do "Best Western Comic Book of the Year", em sua para o  Best of The Source Book West! de 2009. Em 2007, lança The Lone Ranger and Tonto, sem periodicidade definida.
Em 2010, a Dynamite Entertainment anunciou um crossover onde o Cavaleiro Solitário e o verdadeiro Zorro se encontram:The Lone Ranger: The Death of Zorro. Em 2011, publica a segunda série mensal, roteirizada por Andy Parks, ilustrada por Esteve Polls, com capas de Alex Ross e Francesco Francavilla.
Em 2013, publica The Lone Ranger Annual 2013, com roteiro de Shannon Eric Denton, arte de Matt Triano e capa de Colton Worley. Em 2014, publica a terceira série mensal, escrita por  Justin Gray e ilustrada por Rey Villegas.
Nos quadrinhos de O Besouro Verde publicados pela Now Comics e na década de 1990 e atualmente pela própria Dynamite, o parentesco com o Lone Ranger foi mantido, mesmo o Besouro Verde sendo propriedade da Green Hornet Inc. e Lone Ranger pela DreamWorks Classics.
Edições encadernadas pela Dynamite Entertainment
- The Lone Ranger Vol. 1 (160 páginas, reunindo a mini-série The Lone Ranger #1–6)
- The Lone Ranger Vol. 2 Lines Not Crossed (128 páginas, reunindo as histórias de The Lone Ranger #7–11)
- The Lone Ranger Vol. 3 Scorched Earth (144 páginas, reunindo as histórias de The Lone Ranger #12–16)
- The Lone Ranger Vol. 4 Resolve (reunindo as histórias de The Lone Ranger #17–25)
- The Lone Ranger Vol. 5 Hard Country (reunindo as histórias de The Lone Ranger Volume 2 #1–6)
- The Lone Ranger Vol. 6 Native Ground (reunindo as histórias de The Lone Ranger Volume 2 #7–12)
- The Lone Ranger & Tonto (128 páginas)
- The Lone Ranger: Snake of Iron (92 páginas)
- The Lone Ranger Omnibus (reunindo as histórias de The Lone Ranger#1-25)
- The Lone Ranger: Vindicated  (reunindo as histórias de The Lone Ranger Vindicated#1-4)
- The Lone Ranger: Death of Zorro (reunindo as histórias de The Lone Ranger: Death of Zorro#1-5)

## Propriedade
Desde a sua criação, George W. Trendle tinha posse legal de The Lone Ranger e personagens associados através de sua empresa The Lone Ranger Inc. Trendle vendeu The Lone Ranger Inc. para o empresário do ramo de petróleo e produtor de cinema Jack Wrather em 1954 para 3 milhões de dólares. Depois da morte de Wrather em 1984, sua viúva Bonita Granville vendeu as propriedades da Wrather Productions para Southbrook International Television Co. em 1985. Broadway Video adquiriu os direitos em 1994. Classic Media adquiriu os direitos em 2000. DreamWorks Animation adquiriu a Classic Media em 2012 e rebatizou a divisão de DreamWorks Classics, que atualmente tem os direitos de The Lone Ranger.

## Links
- (em inglês) International Superheroes